# 南九龍裁判法院

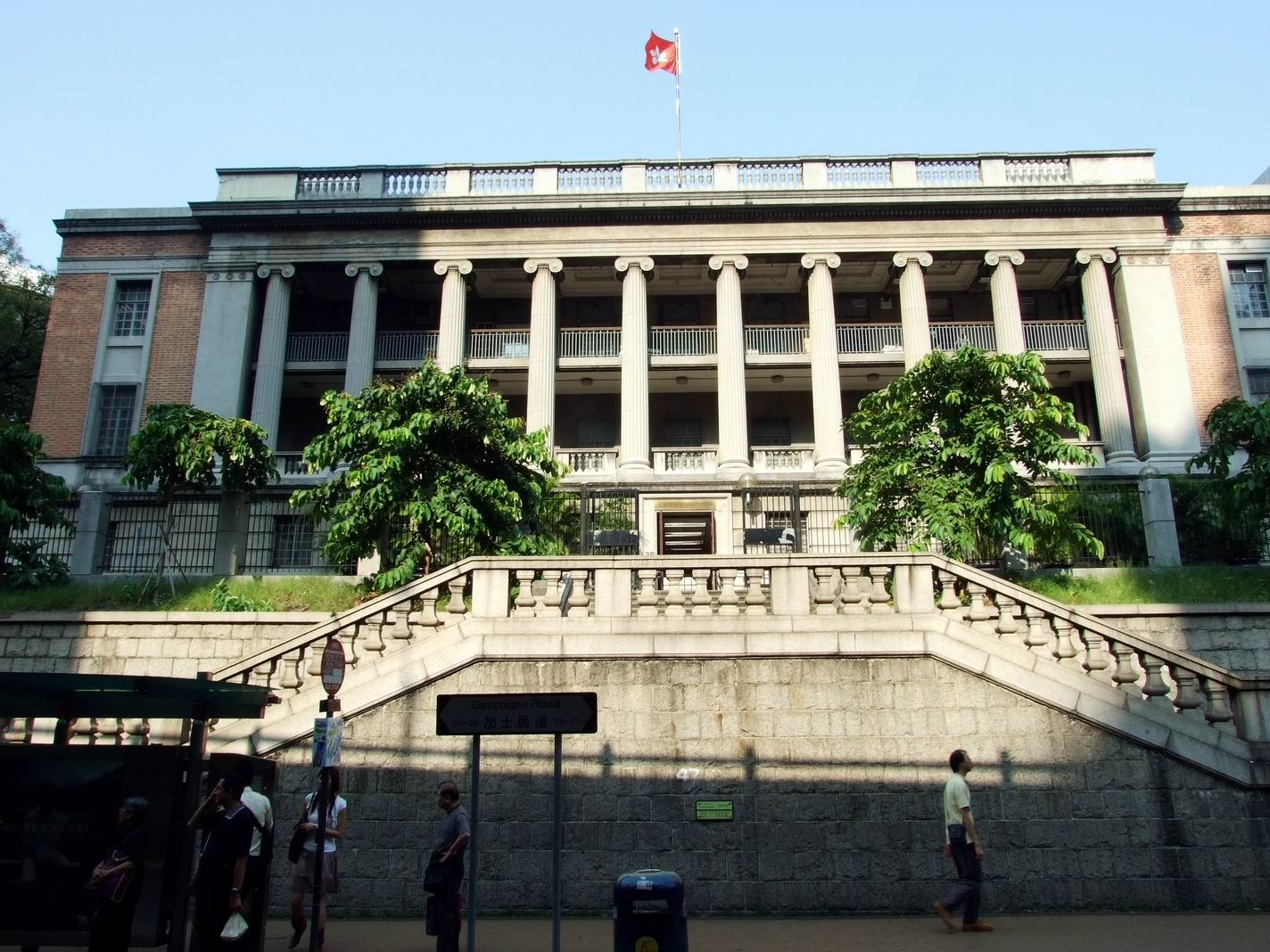
南九龍裁判法院舊翼

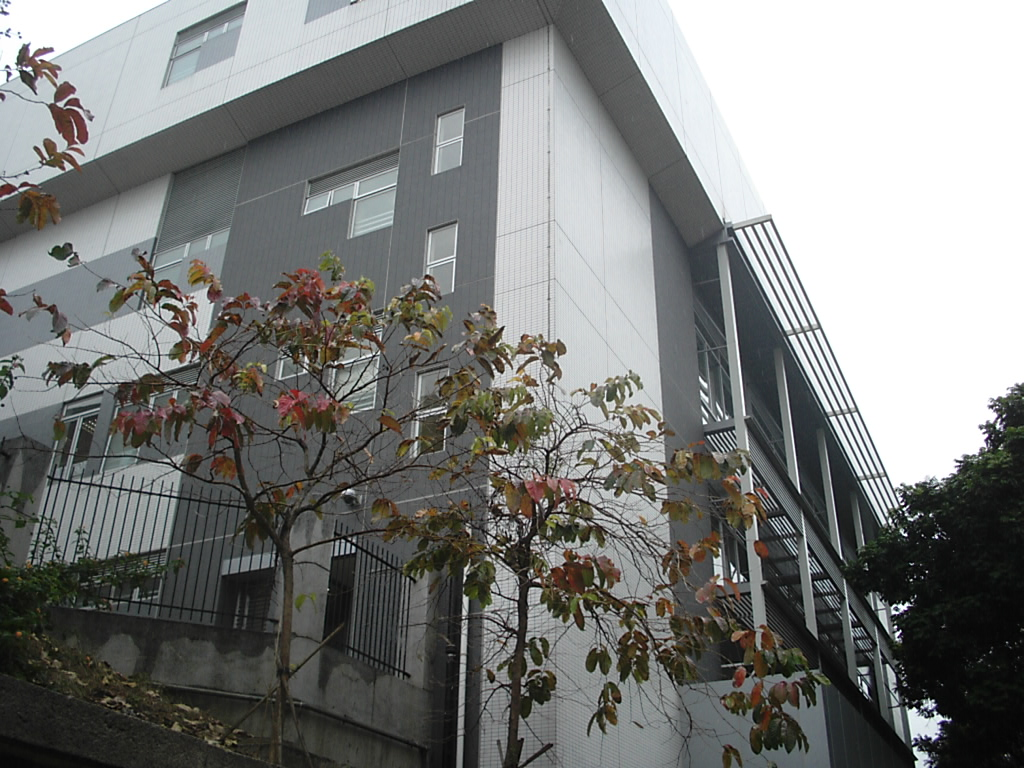
南九龍裁判法院新翼

南九龍裁判法院（英語：South Kowloon Magistrates' Courts；案号代码SK）前稱九龍巡理府、南九龍裁判司署，是一所已經停止運作的香港裁判法院（1936年—2000年7月1日），位於九龍油麻地加士居道36-38號，旁為循道衛理聯合教會九龍堂。

## 歷史
原九龍巡理府位于上海街及眾坊街交界（今梁顯利油麻地社區中心），原址為建於1893年的第一代油麻地警署所在地，警署在1922年遷移至廣東道及眾坊街交界後，原九龍巡理府於1924年4月遷入辦公，及後因地方不敷使用，當局決定於彌敦道及加士居道交界的山坡上建築新大樓，南九龍裁判法院由兩座大樓組成，分別是於1936年落成、樓高3層的舊翼（即現土地審裁處）和於1970年代落成、樓高5層的新翼（即現勞資審裁處）。其中舊翼當時仍稱為九龍巡理府。1941年12月25日，駐港英軍在香港保衛戰戰敗，香港進入日治時期，大樓被佔領香港的日軍徵用作九龍憲兵隊本部，日本投降後，法院大樓恢復原來用途。
舊翼建於山坡上，二樓和三樓有希臘多利克式大石柱，並設有露天游廊，而底層則以花崗石砌疊而成。
2000年7月1日，南九龍裁判法院正式停止運作，當時法院設有3個法庭，每年處理案件約35,000宗（為1998及1999年數字）。而舊翼則於1987年已經停用，停用後一度是法庭文件貯存的地方。香港司法機構曾經考慮將勞資審裁處遷至法院的舊翼，但是最終更改為供予土地審裁處辦公之用。而新翼則為勞資審裁處。

## 圖集

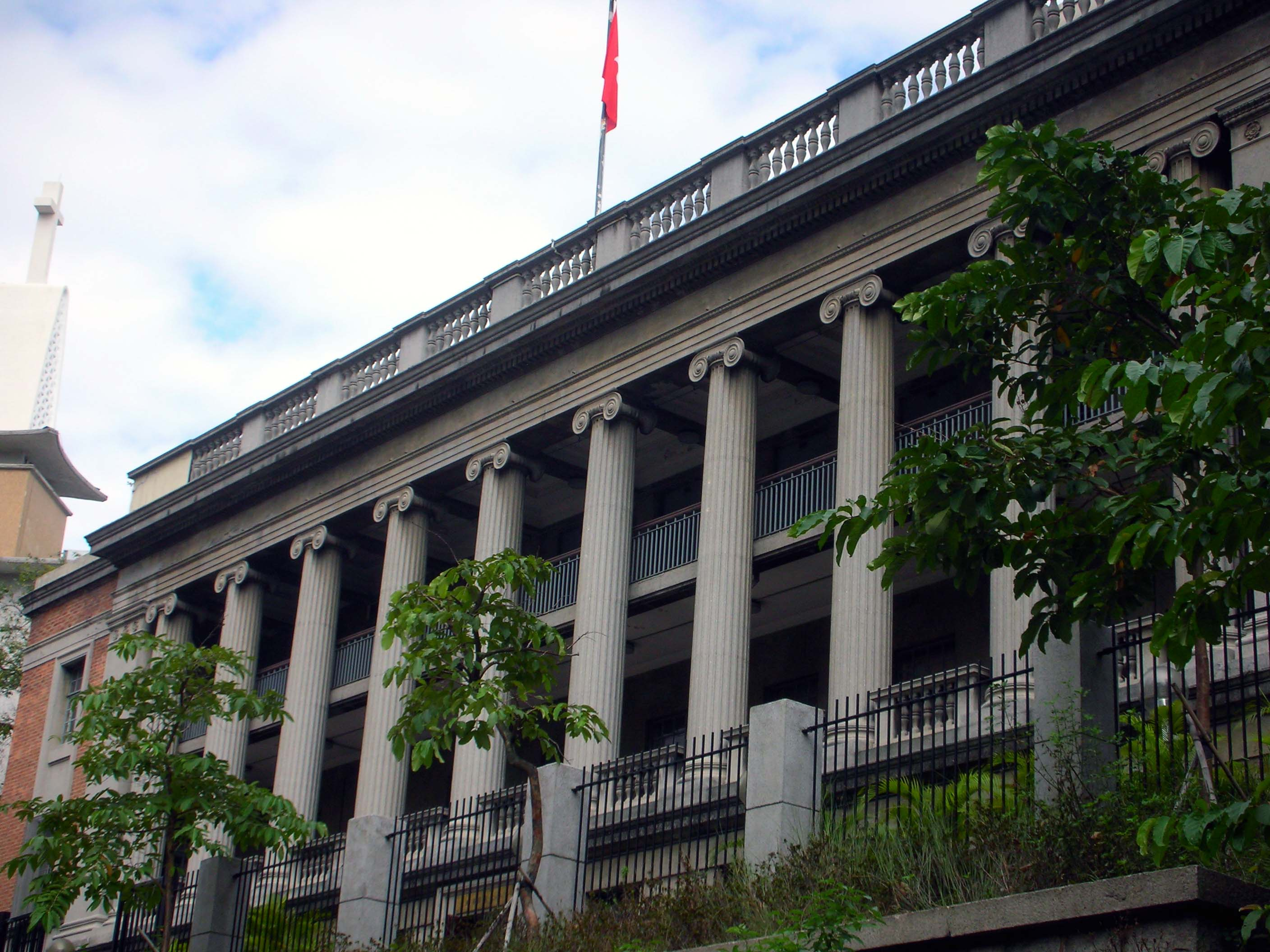
南九龍裁判法院舊翼
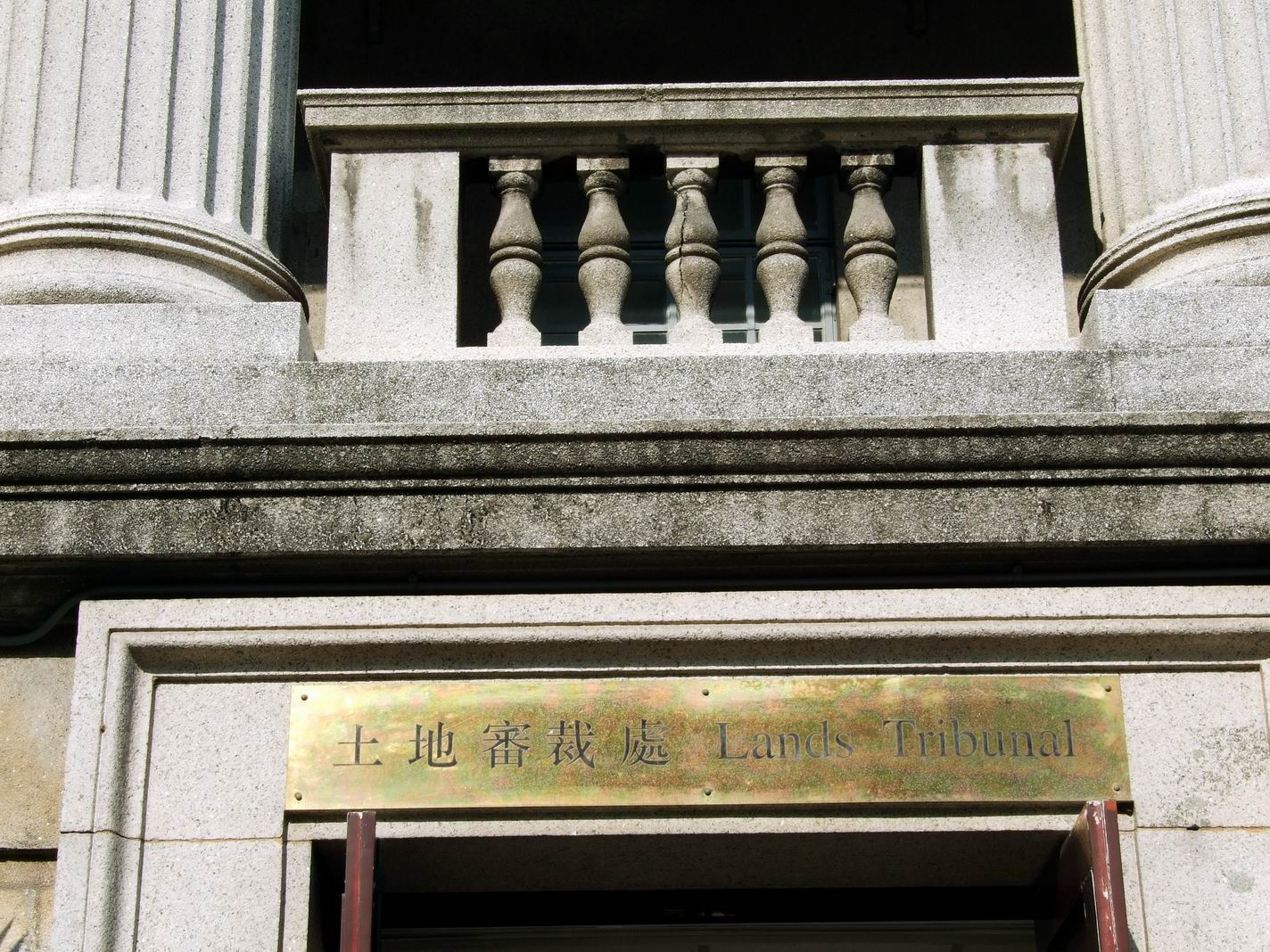
舊翼現時用作土地審裁處
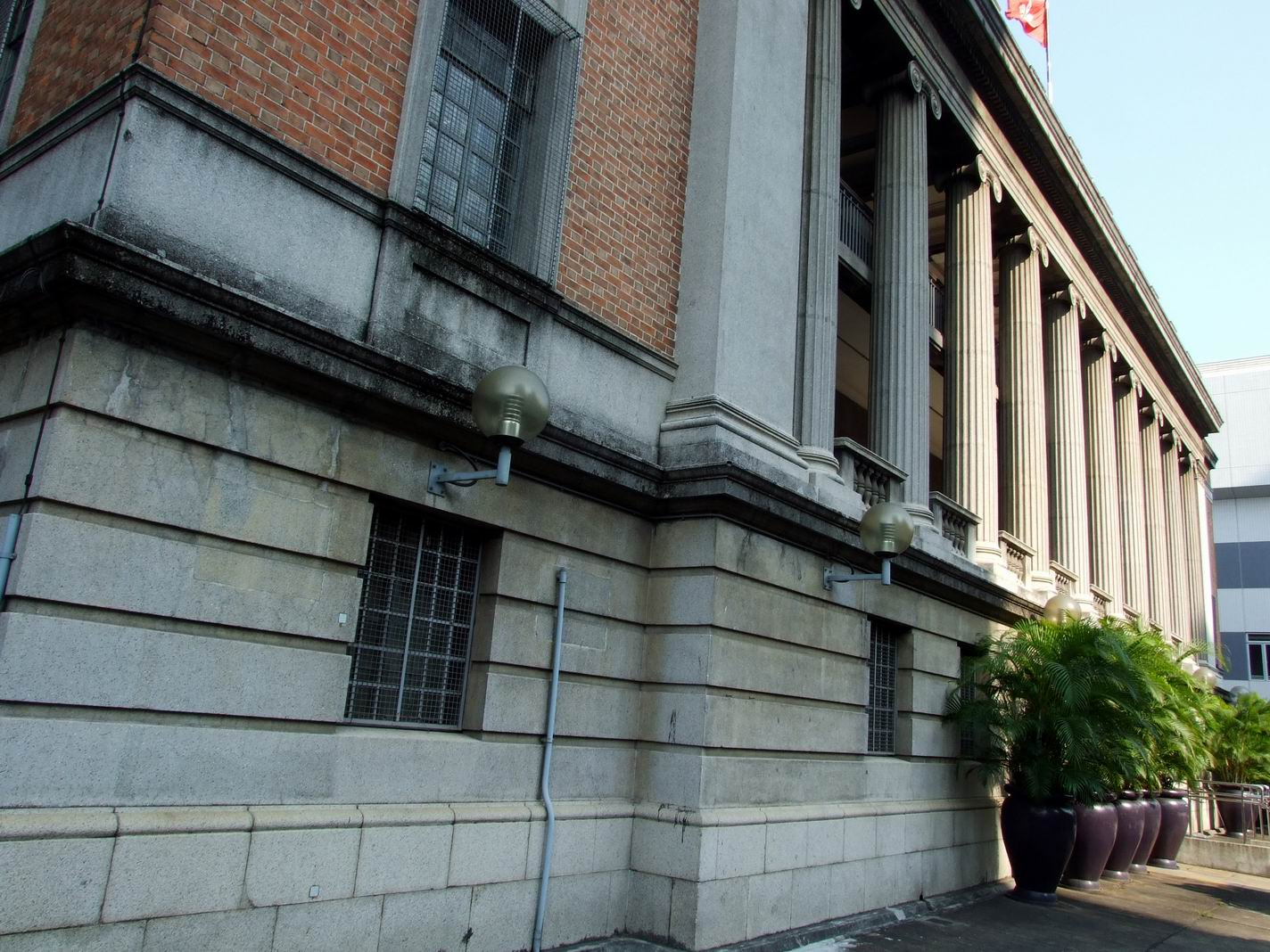
舊翼的花崗石底層
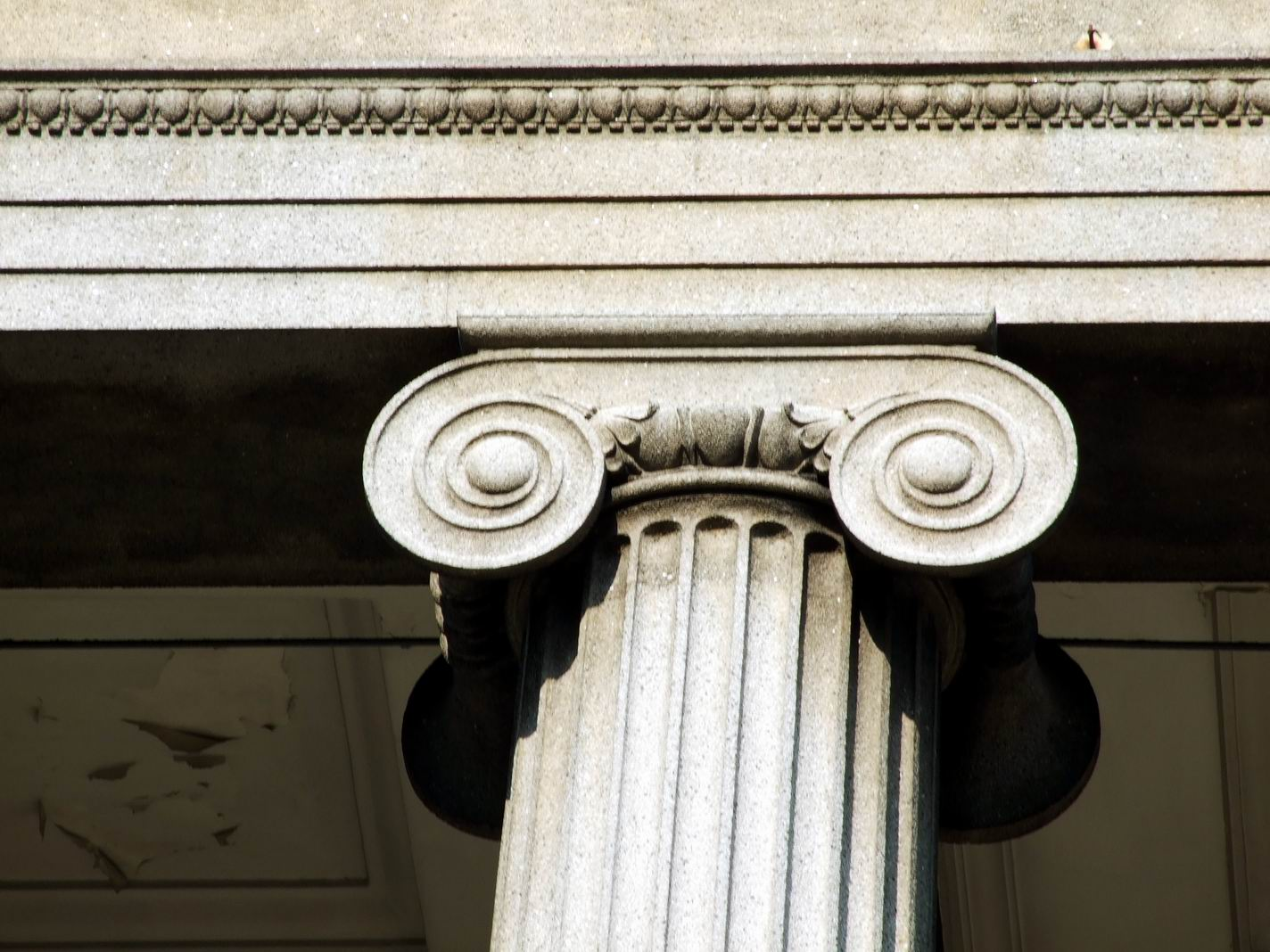
舊翼的愛奧尼柱式石柱柱頭

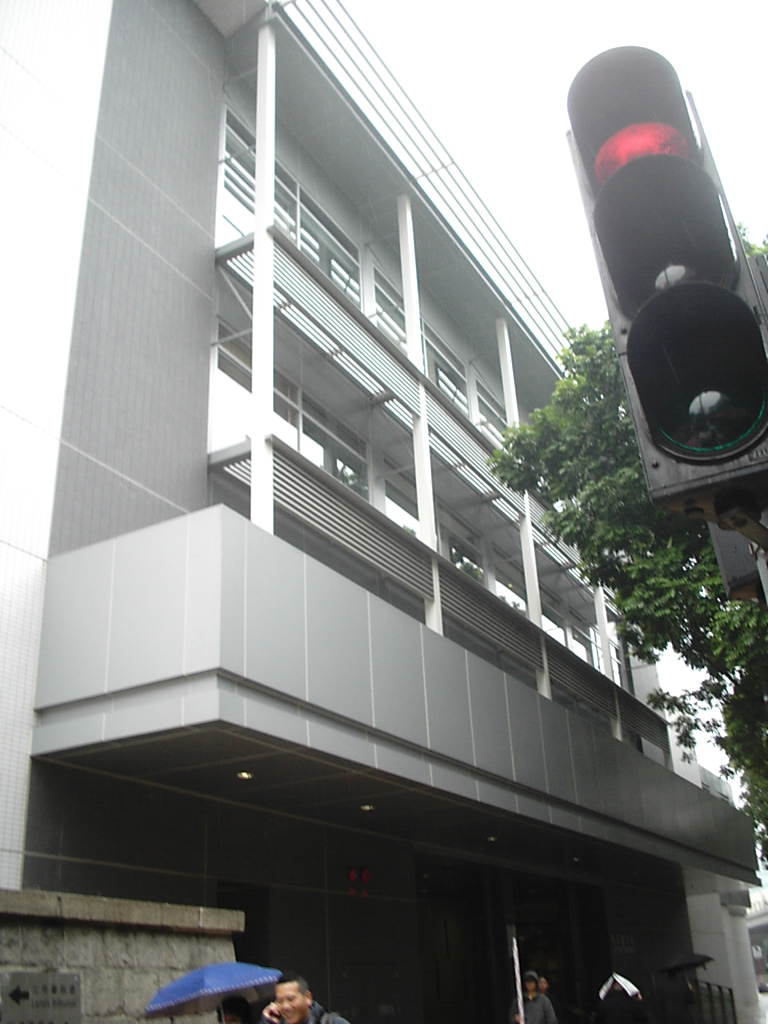
南九龍裁判法院新翼
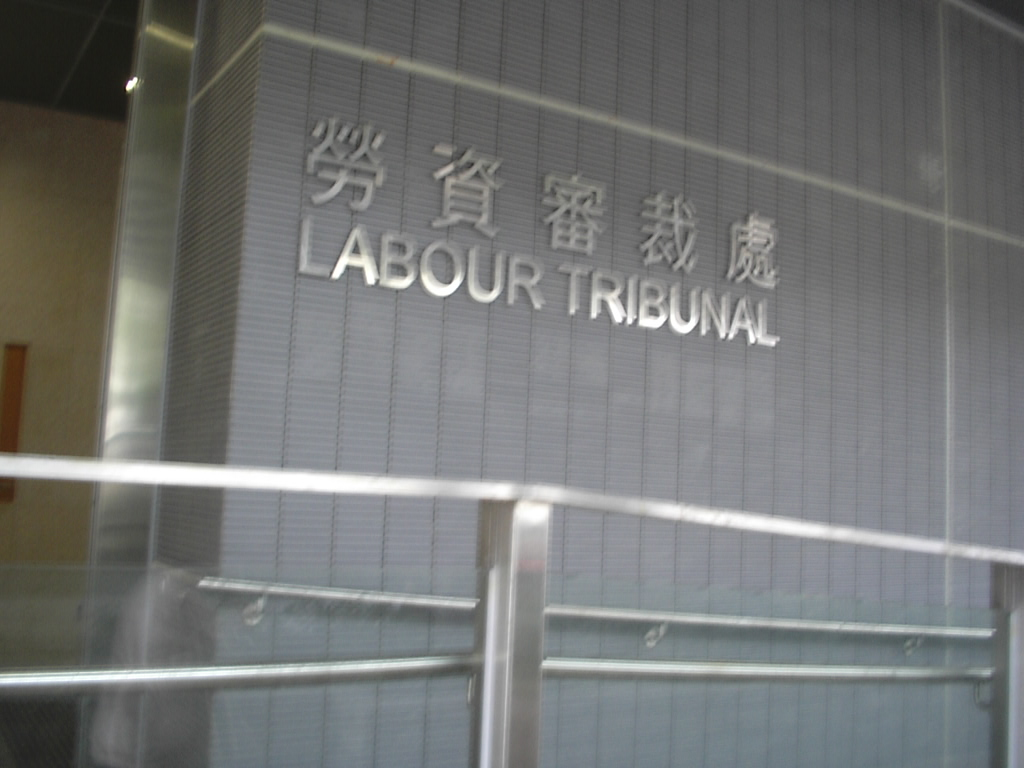
新翼現時用作勞資審裁處
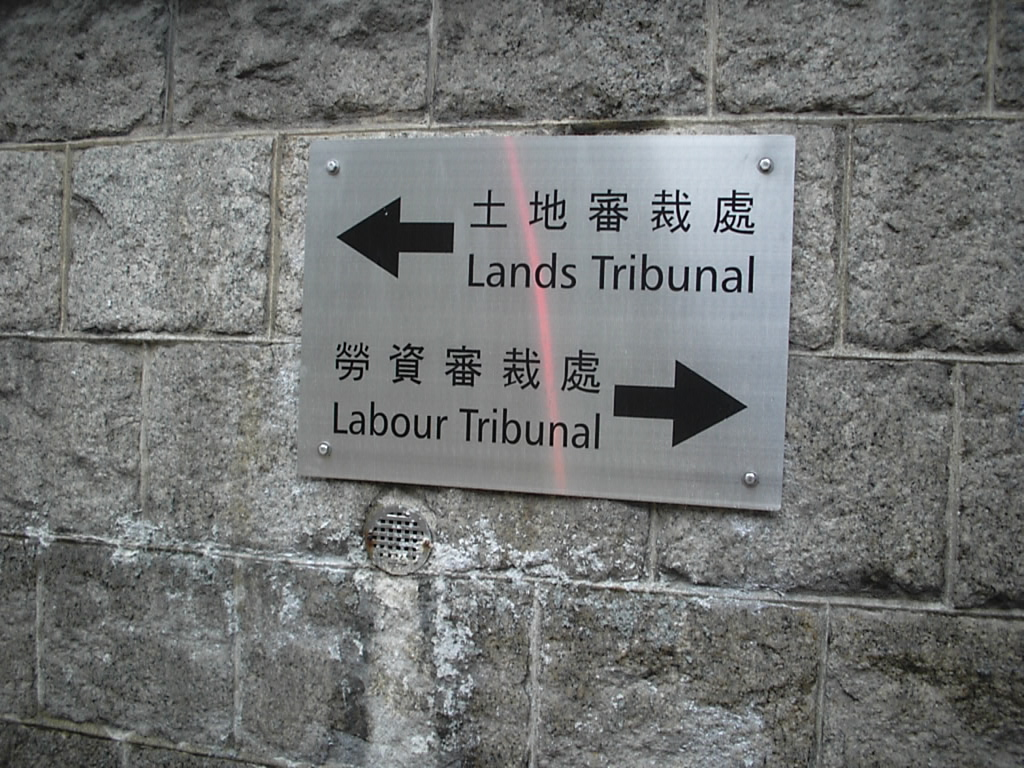
往土地審裁處及勞資審裁處的方向